# Tirreno-Adriatico 2007
La 42e édition de la course cycliste à étapes Tirreno-Adriatico a lieu du 14 au 20 mars 2007. La course est la deuxième épreuve de l'UCI ProTour 2007. Le coureur allemand Andreas Klöden s'impose sans remporter d'étape.

## Classements des étapes
| Étape     | Date    | Villes étapes                                                   | Distance (km) | Vainqueur d'étape | Leader du classement général |
| 1re étape | 14 mars | Civitavecchia-Civitavecchia                                     | 160 km        | Robbie McEwen     | Robbie McEwen                |
| 2e étape  | 15 mars | Civitavecchia - Marsciano                                       | 202           | Aleksandr Arekeev | Aleksandr Arekeev            |
| 3e étape  | 16 mars | Marsciano - Macerata                                            | 213           | Riccardo Riccò    | Aleksandr Arekeev            |
| 4e étape  | 17 mars | Pievebovigliana - Offagna                                       | 161           | Riccardo Riccò    | Riccardo Riccò               |
| 5e étape  | 18 mars | Civitanova Marche - Civitanova Alta                             | 20,5 (clm)    | Stefan Schumacher | Stefan Schumacher            |
| 6e étape  | 19 mars | San Benedetto del Tronto - Colle San Giacomo (Monti della Laga) | 164           | Matteo Bono       | Andreas Klöden               |
| 7e étape  | 20 mars | Civitella del Tronto - San Benedetto del Tronto                 | 177           | Koldo Fernández   | Andreas Klöden               |

## Classements finals

### Classement général
|    | Cycliste             | Équipe                       | Temps            | Points ProTour |
| -- | -------------------- | ---------------------------- | ---------------- | -------------- |
| 1  | Andreas Klöden       | Astana                       | 28 h 31 min 26 s | 50             |
| 2  | Kim Kirchen          | T-Mobile                     | + 4 s            | 40             |
| 3  | Alexandre Vinokourov | Astana                       | + 13 s           | 35             |
| 4  | Stefan Schumacher    | Gerolsteiner                 | + 23 s           | 30             |
| 5  | Janez Brajkovič      | Discovery Channel            | + 31 s           | 25             |
| 6  | Jens Voigt           | CSC                          | + 34 s           | 20             |
| 7  | Vasil Kiryienka      | Tinkoff Credit Systems       | + 55 s           | -              |
| 8  | Evgueni Petrov       | Tinkoff Credit Systems       | + 59 s           | -              |
| 9  | Michele Scarponi     | Acqua & Sapone-Caffè Mokambo | + 1 min 00 s     | -              |
| 10 | Michael Boogerd      | Rabobank                     | + 1 min 12 s     | 2              |

### Classements annexes
- Classement par points : Riccardo Riccò
- Meilleur grimpeur : Salvatore Commesso
- Meilleure équipe : Tinkoff Credit Systems

## Les étapes

### 1reétape
La première étape s'est déroulée le 14 mars 2007 de Civitavecchia à Civitavecchia, sur une distance de 160 km.
La première étape de la "course des deux mers" est marquée par l'échappée de quatre coureurs: l'Espagnol Beñat Albizuri (Euskaltel) et les Italiens Giuseppe Muraglia (Acqua & Sapone), Matteo Priamo (Ceramica Panaria), Salvatore Commesso (Tinkoff).
Le peloton enclenche alors la surmultipliée pour revenir sur les fuyards et fait la jonction dans le dernier tour de circuit au tour de Civitavecchia. Profitant d'un final sinueux, Robbie McEwen (Predictor-Lotto) place un démarrage foudroyant à 300 mètres de l'arrivée pour résister aux retours d'Óscar Freire (Rabobank) et de Thor Hushovd (Crédit agricole), deuxième et troisième.
| #   | Coureur             | Pays      | Temps              |
| --- | ------------------- | --------- | ------------------ |
| 1.  | Robbie McEwen       | Australie | en 4 h 38 min 24 s |
| 2.  | Óscar Freire        | Espagne   | m.t.               |
| 3.  | Thor Hushovd        | Norvège   | m.t.               |
| 4.  | Bernhard Eisel      | Autriche  | m.t.               |
| 5.  | Stuart O'Grady      | Australie | m.t.               |
| 6.  | Alessandro Petacchi | Italie    | m.t.               |
| 7.  | Allan Davis         | Australie | m.t.               |
| 8.  | Gabriele Balducci   | Italie    | m.t.               |
| 9.  | David Kopp          | Allemagne | m.t.               |
| 10. | Lloyd Mondory       | France    | m.t.               |

| #   | Coureur             | Pays      | Temps              |
| --- | ------------------- | --------- | ------------------ |
| 1.  | Robbie McEwen       | Australie | en 4 h 38 min 24 s |
| 2.  | Óscar Freire        | Espagne   | à 4 s              |
| 3.  | Thor Hushovd        | Norvège   | à 6 s              |
| 4.  | Beñat Albizuri      | Espagne   | à 7 s              |
| 5.  | Matteo Priamo       | Italie    | à 8 s              |
| 6.  | Bernhard Eisel      | Autriche  | à 10 s             |
| 7.  | Stuart O'Grady      | Australie | m.t.               |
| 8.  | Alessandro Petacchi | Italie    | m.t.               |
| 9.  | Allan Davis         | Australie | m.t.               |
| 10. | Gabriele Balducci   | Italie    | m.t.               |

### 2eétape
La deuxième étape s'est déroulée le 15 mars 2007 de Civitavecchia à Marsciano, sur une distance de 202 km.
Aleksandr Arekeev, jeune coureur de la formation (Acqua e Sapone), remporte son premier succès chez les pros après avoir été échappé pendant plus de 200 kilomètres sur la route de Marsciano. Le Russe franchissait la ligne d'arrivée avec une trentaine de secondes d'avance sur ses anciens compagnons d'échappée Daniele Contrini (Tinkoff), Sven Krauss (Gerolsteiner) et Fortunato Baliani (Ceramaica Panaria). Le peloton, arrivé moins d'une minute plus tard, est réglé par Bernhard Eisel. Arekeev en profite pour s'emparer du maillot "giallorosso" de leader.
| #   | Coureur           | Pays      | Temps              |
| --- | ----------------- | --------- | ------------------ |
| 1.  | Aleksandr Arekeev | Russie    | en 4 h 51 min 41 s |
| 2.  | Daniele Contrini  | Italie    | à 29 s             |
| 3.  | Sven Krauss       | Suisse    | m.t.               |
| 4.  | Fortunato Baliani | Italie    | à 31 s             |
| 5.  | Bernhard Eisel    | Autriche  | à 54 s             |
| 6.  | Thor Hushovd      | Norvège   | m.t.               |
| 7.  | Danilo Napolitano | Italie    | m.t.               |
| 8.  | David Kopp        | Allemagne | m.t.               |
| 9.  | Stuart O'Grady    | Australie | m.t.               |
| 10. | Lloyd Mondory     | France    | m.t.               |

| #   | Coureur           | Pays      | Temps              |
| --- | ----------------- | --------- | ------------------ |
| 1.  | Aleksandr Arekeev | Russie    | en 9 h 25 min 52 s |
| 2.  | Daniele Contrini  | Italie    | à 32 s             |
| 3.  | Sven Krauss       | Suisse    | à 35 s             |
| 4.  | Fortunato Baliani | Italie    | à 42 s             |
| 5.  | Robbie McEwen     | Australie | à 57 s             |
| 6.  | Óscar Freire      | Espagne   | à 1 min 01 s       |
| 7.  | Thor Hushovd      | Norvège   | à 1 min 03 s       |
| 8.  | Beñat Albizuri    | Espagne   | à 1 min 04 s       |
| 9.  | Matteo Priamo     | Italie    | à 1 min 05 s       |
| 10. | Bernhard Eisel    | Autriche  | à 1 min 06 s       |

### 3eétape
La troisième étape s'est déroulée le 16 mars 2007 de Marsciano à Macerata, sur une distance de 213 km.
Après deux étapes plutôt animées mais dont le relief n'étaient pas très difficile, la 3e étape de Tirreno-Adriatico proposait le plus long périple de la course, 215 kilomètres entre Marsciano et Macerata. Déjà à l'avant de la course lors des deux premières étapes, Salvatore Commesso, Fortunato Baliani et Daniele Contrini prennent la poudre d'escampette dès le km 41. L'écart grimpait jusqu'à 13 min 50 s, à moins de 100 bornes de l'arrivée. Les coéquipiers du leader Arekeev mettaient la machine en route pour revenir sur les fuyards. Dans le circuit final, une chute survint au cœur du peloton envoyant à terre Michele Scarponi (Acqua e Sapone), Maximiliano Richeze (Ceramica Panaria), Sébastien Minard (Cofidis), Guido Trentin (Saunier Duval), Tyler Hamilton (Tinkoff), Ivan Basso (Discovery Channel) et Yannick Talabardon (Crédit agricole). Le Français devra même abandonner alors que l'Italien finira l'étape attardé.
Une cassure a lieu dans le peloton et ce sont une trentaine de coureurs qui se présentent au pied du mur de Macerata, terme de l'étape : une terrible côte de 1700 m à 13 % de moyenne. C'est le moment choisi par Scarponi et Ricco pour accélérer et creuser le trou sur le groupe principal. Le jeune coureur de la (Saunier Duval) sera finalement le plus costaud dans le dernier kilomètre pour conserver deux secondes d'avance sur un petit groupe réglé par le Kazakh Alexandre Vinokourov (Astana). Arekeev, posté dans le second groupe, conserve sa tunique de leader du général.
| #   | Coureur              | Pays       | Temps           |
| --- | -------------------- | ---------- | --------------- |
| 1.  | Riccardo Riccò       | Italie     | 4 h 51 min 41 s |
| 2.  | Alexandre Vinokourov | Kazakhstan | à 2 s           |
| 3.  | Andreas Klöden       | Allemagne  | m.t.            |
| 4.  | Stefano Garzelli     | Italie     | m.t.            |
| 5.  | Luca Mazzanti        | Italie     | m.t.            |
| 6.  | Andrea Moletta       | Italie     | m.t.            |
| 7.  | Filippo Pozzato      | Italie     | m.t.            |
| 8.  | Thomas Dekker        | Pays-Bas   | m.t.            |
| 9.  | Kim Kirchen          | Luxembourg | m.t.            |
| 10. | Janez Brajkovič      | Slovénie   | m.t.            |

| #   | Coureur              | Pays       | Temps              |
| --- | -------------------- | ---------- | ------------------ |
| 1.  | Aleksandr Arekeev    | Russie     | en 15 h 7 min 50 s |
| 2.  | Riccardo Riccò       | Italie     | à 21 s             |
| 3.  | Óscar Freire         | Espagne    | à 27 s             |
| 4.  | Alexandre Vinokourov | Kazakhstan | m.t.               |
| 5.  | Andreas Klöden       | Allemagne  | à 29 s             |
| 6.  | Filippo Pozzato      | Italie     | à 33 s             |
| 7.  | Andrea Moletta       | Italie     | m.t.               |
| 8.  | Evgueni Petrov       | Russie     | m.t.               |
| 9.  | Stefano Garzelli     | Italie     | m.t.               |
| 10. | Stefan Schumacher    | Allemagne  | m.t.               |

### 4eétape
La quatrième étape s'est déroulée le 17 mars 2007 de Pievebovigliana à Offagna, sur une distance de 161 km.
| #   | Coureur              | Pays       | Temps              |
| --- | -------------------- | ---------- | ------------------ |
| 1.  | Riccardo Riccò       | Italie     | en 3 h 50 min 22 s |
| 2.  | Stefan Schumacher    | Allemagne  | m.t.               |
| 3.  | Alexandre Vinokourov | Kazakhstan | m.t.               |
| 4.  | Janez Brajkovič      | Slovénie   | m.t.               |
| 5.  | Thomas Dekker        | Pays-Bas   | m.t.               |
| 6.  | Andreas Klöden       | Allemagne  | m.t.               |
| 7.  | Michael Boogerd      | Pays-Bas   | m.t.               |
| 8.  | Stefano Garzelli     | Italie     | m.t.               |
| 9.  | Jens Voigt           | Allemagne  | m.t.               |
| 10. | Linus Gerdemann      | Allemagne  | m.t.               |

| #   | Coureur              | Pays       | Temps            |
| --- | -------------------- | ---------- | ---------------- |
| 1.  | Riccardo Riccò       | Italie     | 18 h 56 min 23 s |
| 2.  | Alexandre Vinokourov | Kazakhstan | à 16 s           |
| 3.  | Stefan Schumacher    | Allemagne  | à 20 s           |
| 4.  | Andreas Klöden       | Allemagne  | à 22 s           |
| 5.  | Stefano Garzelli     | Italie     | à 26 s           |
| 6.  | Janez Brajkovič      | Slovénie   | m.t.             |
| 7.  | Linus Gerdemann      | Allemagne  | m.t.             |
| 8.  | Jens Voigt           | Allemagne  | m.t.             |
| 9.  | Kim Kirchen          | Luxembourg | m.t.             |
| 10. | Thomas Dekker        | Pays-Bas   | m.t.             |

### 5eétape
La cinquième étape s'est déroulée le 18 mars 2007.
Il s'agit d'un contre-la-montre individuel de 20,5 km entre Civitanova Marche et son hameau Civitanova Alta
Stefan Schumacher (Gerolsteiner) s'est montré le plus rapide lors du chrono autour de Civitanova Marche, une épreuve longue de 20,5 km marquée par l'ascension d'une côte longue de 3 kilomètres à environ 6 % de moyenne. Le dernier vainqueur de l'Eneco Tour endosse par la même occasion le maillot de leader du général.
| #   | Coureur              | Pays       | Temps          |
| --- | -------------------- | ---------- | -------------- |
| 1.  | Stefan Schumacher    | Allemagne  | en 27 min 08 s |
| 2.  | Andreas Klöden       | Allemagne  | à 1 s          |
| 3.  | Kim Kirchen          | Luxembourg | à 6 s          |
| 4.  | Alexandre Vinokourov | Kazakhstan | à 13 s         |
| 5.  | Evgueni Petrov       | Russie     | à 21 s         |
| 6.  | Janez Brajkovič      | Slovénie   | m.t.           |
| 7.  | Jens Voigt           | Allemagne  | à 24 s         |
| 8.  | Thomas Dekker        | Pays-Bas   | à 33 s         |
| 9.  | Vladimir Gusev       | Russie     | à 36 s         |
| 10. | Linus Gerdemann      | Allemagne  | à 40 s         |

| #   | Coureur              | Pays       | Temps               |
| --- | -------------------- | ---------- | ------------------- |
| 1.  | Stefan Schumacher    | Allemagne  | en 19 h 25 min 51 s |
| 2.  | Andreas Klöden       | Allemagne  | à 3 s               |
| 3.  | Alexandre Vinokourov | Kazakhstan | à 9 s               |
| 4   | . Kim Kirchen        | Luxembourg | à 12 s              |
| 5.  | Janez Brajkovič      | Slovénie   | à 27 s              |
| 6.  | Jens Voigt           | Allemagne  | à 30 s              |
| 7.  | Thomas Dekker        | Pays-Bas   | à 39 s              |
| 8.  | Evgueni Petrov       | Russie     | à 41 s              |
| 9.  | Linus Gerdemann      | Allemagne  | à 46 s              |
| 10. | Michael Boogerd      | Pays-Bas   | à 51 s              |

### 6eétape
La sixième étape est courue le 19 mars 2007.
Les coureurs de Tirreno-Adriatico avaient droit à l'étape reine de la course avec arrivée au sommet d'un col. Auparavant, dix coureurs se sont lancés à l'abordage des premiers kilomètres. Parmi eux, on trouvait Óscar Freire, Stéphane Goubert ou encore Vasil Kiryienka, l'homme le plus dangereux au général. La course se décante comme prévu dans l'ascension finale vers San Giacomo (it), une montée longue de 11 kilomètres à 6 % de moyenne. C'est Goubert qui va placer une première banderille à 8 kilomètres du sommet. Il sera repris par Freire, à la sortie de la localité de San Vito, puis par le premier groupe où il ne reste plus que cinq hommes : Freire, Enrico Gasparotto, Giovanni Visconti, Vasil Kiryienka et Matteo Bono. le jeune coureur de la Lampre se montrera le plus fort pour accélérer dans les pourcentages les plus difficiles de l'ascension, à quatre kilomètres de l'arrivée. Dans le peloton, on réagit peu ou prou car au pied de l'ascension il avait encore plus de trois minutes de retard. Dans la même portion, Riccò, déjà vainqueur de deux étapes, s'extirpe du peloton et amène sur son porte-bagages Michele Scarponi. Les deux hommes seront rejoints par Alexandre Vinokourov, un peu plus tard. Devant Bono, ne sera plus revu et remporte à 23 ans son plus beau succès chez les pros. Dans le dernier kilomètre, Riccò creusera l'écart mais pas suffisamment pour reprendre le maillot "giallorosso". En revanche, Vinokourov explosera et verra revenir sur lui Andreas Klöden sorti d'un groupe principal complètement éparpillé. L'Allemand de la T-Mobile en profite pour s'emparer du maillot de leader avec 3 secondes d'avance sur Kim Kirchen et 12 sur Vinokourov.
| #   | Coureur           | Pays        | Temps              |
| --- | ----------------- | ----------- | ------------------ |
| 1.  | Matteo Bono       | Italie      | en 4 h 25 min 07 s |
| 2.  | Enrico Gasparotto | Italie      | à 32 s             |
| 3.  | Giovanni Visconti | Italie      | à 41 s             |
| 4.  | Vasil Kiryienka   | Biélorussie | à 45 s             |
| 5.  | Stéphane Goubert  | France      | à 51 s             |
| 6.  | Riccardo Riccò    | Italie      | à 1 min 32 s       |
| 7.  | Kim Kirchen       | Luxembourg  | à 1 min 37 s       |
| 8.  | Michele Scarponi  | Italie      | à 1 min 39 s       |
| 9.  | Andreas Klöden    | Allemagne   | à 1 min 43 s       |
| 10. | Janez Brajkovič   | Slovénie    | à 1 min 49 s       |

| #   | Coureur              | Pays        | Temps               |
| --- | -------------------- | ----------- | ------------------- |
| 1.  | Andreas Klöden       | Allemagne   | en 19 h 25 min 51 s |
| 2.  | Kim Kirchen          | Luxembourg  | à 3 s               |
| 3.  | Alexandre Vinokourov | Kazakhstan  | à 12 s              |
| 4.  | Stefan Schumacher    | Allemagne   | à 22 s              |
| 5.  | Janez Brajkovič      | Slovénie    | à 30 s              |
| 6.  | Jens Voigt           | Allemagne   | à 33 s              |
| 7.  | Vasil Kiryienka      | Biélorussie | à 54 s              |
| 8.  | Evgueni Petrov       | Russie      | à 58 s              |
| 9.  | Michele Scarponi     | Italie      | à 59 s              |
| 10. | Michael Boogerd      | Pays-Bas    | à 1 min 11 s        |

### 7eétape
La septième et dernière étape s'est déroulée le 20 mars 2007, sur 177 km entre Civitella del Tronto et San Benedetto del Tronto.
| #  | Coureur             | Pays      | Temps              |
| -- | ------------------- | --------- | ------------------ |
| 1  | Koldo Fernández     | Espagne   | en 4 h 38 min 43 s |
| 2  | Stuart O'Grady      | Australie | m.t.               |
| 3  | Gabriele Balducci   | Italie    | m.t.               |
| 4  | Maximiliano Richeze | Argentine | m.t.               |
| 5  | Allan Davis         | Australie | m.t.               |
| 6  | Danilo Napolitano   | Italie    | m.t.               |
| 7  | Robbie McEwen       | Australie | m.t.               |
| 8  | David Kopp          | Allemagne | m.t.               |
| 9  | René Haselbacher    | Autriche  | m.t.               |
| 10 | Thor Hushovd        | Norvège   | m.t.               |

| #   | Coureur              | Pays        | Temps               |
| --- | -------------------- | ----------- | ------------------- |
| 1.  | Andreas Klöden       | Allemagne   | en 28 h 31 min 26 s |
| 2.  | Kim Kirchen          | Luxembourg  | à 4 s               |
| 3.  | Alexandre Vinokourov | Kazakhstan  | à 12 s              |
| 4.  | Stefan Schumacher    | Allemagne   | à 22 s              |
| 5.  | Janez Brajkovič      | Slovénie    | à 30 s              |
| 6.  | Jens Voigt           | Allemagne   | à 33 s              |
| 7.  | Vasil Kiryienka      | Biélorussie | à 54 s              |
| 8.  | Evgueni Petrov       | Russie      | à 58 s              |
| 9.  | Michele Scarponi     | Italie      | à 59 s              |
| 10. | Michael Boogerd      | Pays-Bas    | à 1 min 11 s        |

## Évolution des classements
| Étape (vainqueur)            | Général           | Montagne           | Points            | Équipe                       |
| ---------------------------- | ----------------- | ------------------ | ----------------- | ---------------------------- |
| 0Étape 1 (Robbie McEwen)     | Robbie McEwen     | Salvatore Commesso | Robbie McEwen     | CSC                          |
| 0Étape 2 (Aleksandr Arekeev) | Aleksandr Arekeev | Fortunato Baliani  | Aleksandr Arekeev | Acqua & Sapone-Caffè Mokambo |
| 0Étape 3 (Riccardo Riccò)    | Aleksandr Arekeev | Salvatore Commesso | Daniele Contrini  | Gerolsteiner                 |
| 0Étape 4 (Riccardo Riccò)    | Riccardo Riccò    | Salvatore Commesso | Riccardo Riccò    | Tinkoff Credit Systems       |
| 0Étape 5 (Stefan Schumacher) | Stefan Schumacher | Salvatore Commesso | Andreas Klöden    | Astana                       |
| 0Étape 6 (Matteo Bono)       | Andreas Klöden    | Salvatore Commesso | Riccardo Riccò    | Tinkoff Credit Systems       |
| 0Étape 7 (Koldo Fernández)   | Andreas Klöden    | Salvatore Commesso | Riccardo Riccò    | Tinkoff Credit Systems       |
| 0Final                       | Andreas Klöden    | Salvatore Commesso | Riccardo Riccò    | Tinkoff Credit Systems       |

## Équipes engagées
| Pays                   | Code UCI | Équipe                       |
| ---------------------- | -------- | ---------------------------- |
| Drapeau de l'Italie    | ASA      | Acqua & Sapone-Caffè Mokambo |
| Drapeau de la France   | A2R      | AG2R Prévoyance              |
| Drapeau de la Suisse   | AST      | Astana                       |
| Drapeau de la France   | BTL      | Bouygues Telecom             |
| Drapeau de l'Espagne   | GCE      | Caisse d'Épargne             |
| Drapeau de l'Irlande   | PAN      | Ceramica Panaria-Navigare    |
| Drapeau de la France   | COF      | Cofidis                      |
| Drapeau de la France   | C.A      | Crédit agricole              |
| Drapeau des États-Unis | DSC      | Discovery Channel            |
| Drapeau de l'Espagne   | EUS      | Euskaltel-Euskadi            |
| Drapeau de la France   | FDJ      | La Française des jeux        |
| Drapeau de l'Allemagne | GST      | Gerolsteiner                 |
| Drapeau de l'Italie    | LAM      | Lampre-Fondital              |
| Drapeau de l'Italie    | LIQ      | Liquigas                     |
| Drapeau de la Belgique | PRL      | Predictor-Lotto              |
| Drapeau de la Belgique | QSI      | Quick Step-Innergetic        |
| Drapeau des Pays-Bas   | RAB      | Rabobank                     |
| Drapeau de l'Espagne   | SDV      | Saunier Duval-Prodir         |
| Drapeau du Danemark    | CSC      | CSC                          |
| Drapeau de l'Italie    | MRM      | Milram                       |
| Drapeau de l'Italie    | TCS      | Tinkoff Credit Systems       |
| Drapeau de l'Allemagne | TMO      | T-Mobile                     |